# Radisson Blu Hotel Frankfurt
Das Radisson Blu Hotel, Frankfurt (bis Anfang 2009 Radisson SAS Hotel Frankfurt genannt; Arbeitstitel: Blue Heaven) ist ein Hotel, das unter der Marke Radisson Blu betrieben wird. Es befindet sich in einem 96 Meter hohen Hochhaus im Stadtteil Bockenheim in Frankfurt am Main.
Im Westen der Stadt im Stadtviertel City West gelegen, unweit des Katharinenkreisels und der Frankfurter Messe, fällt das Gebäude bei der Einfahrt in die Stadt besonders wegen seiner außergewöhnlichen Architektur ins Auge; es sieht aus wie eine aufrecht stehende, kreisrunde Scheibe. In dem 19-geschossigen Hochhaus eröffnete am 1. November 2005 ein Hotel der Radisson-SAS-Kette mit 428 Zimmern, Konferenzräumen, einem Wellness-Bereich sowie einer Tiefgarage mit 238 Stellplätzen. Der Pool im 18. Obergeschoss bietet einen außergewöhnlichen Ausblick über die Frankfurter Innenstadt. Im Jahr 2019 wurde das Hotel vollständig renoviert.
Gebaut wurde der Turm von der Hochtief-Projektentwicklung für 110 Millionen Euro. Der Entwurf stammt von dem Londoner Architekturbüro John Seifert Architects. Der Hotelkonzern Radisson Hotel Group hat ihn zunächst für 20 Jahre gemietet. Die Freianlagen wurden von dem Frankfurter Büro Ute Wittich Gartenarchitektur geplant.
Seiner Form wegen wird das Hotel im Volksmund auch „Spalt-Tablette“ genannt.